# Autochton

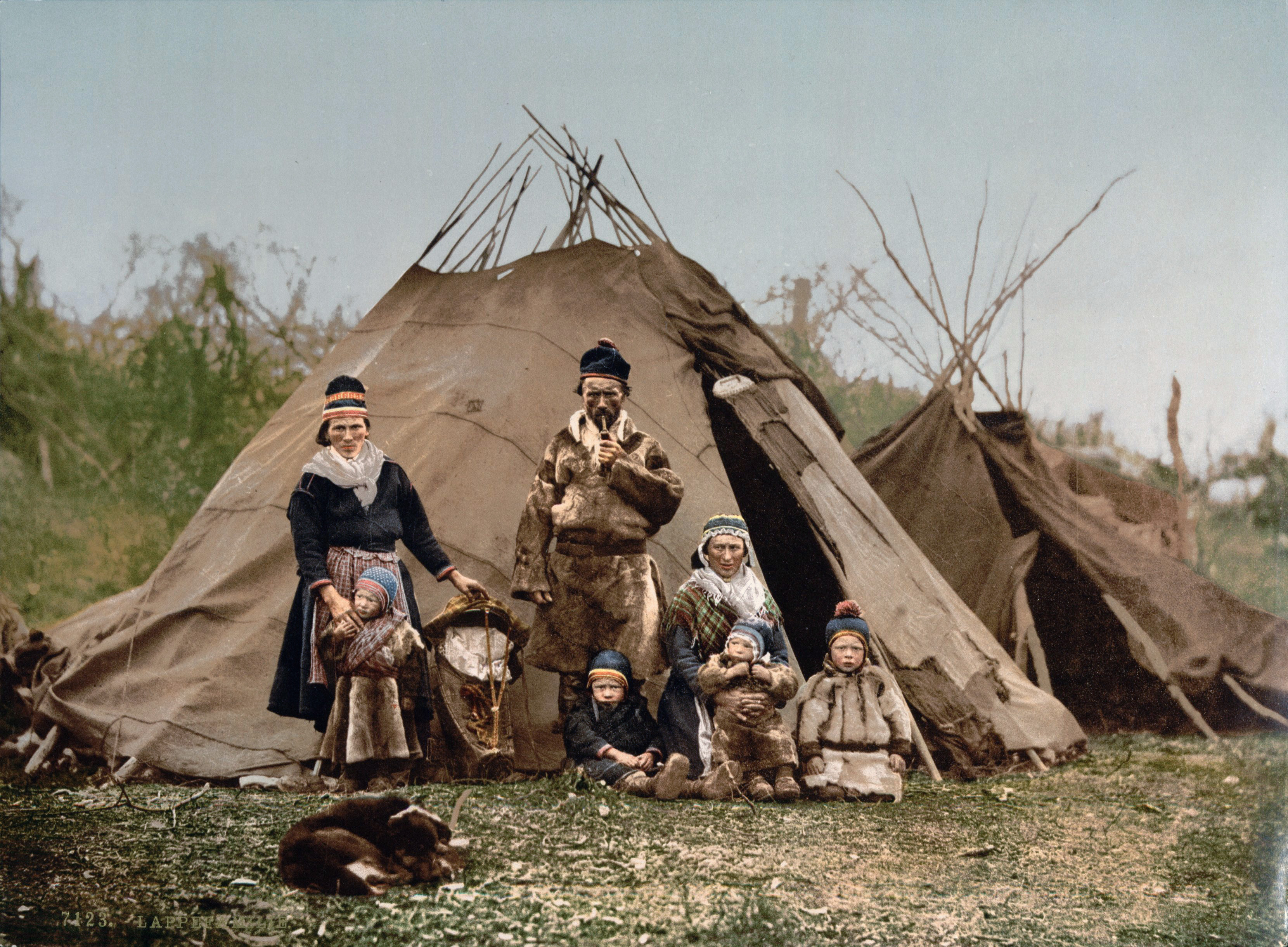
Lapończycy, autochtoni Laponii.

Autochton (stgr. αὐτόχθων autochthon – „z tej ziemi”, „tuziemiec, tubylec”, od autós „sam” i chthōn „ziemia”) – człowiek należący do rdzennej ludności danego obszaru.
W odróżnieniu od ludności autochtonicznej mówi się o ludności napływowej.
Według profesora Andrzeja Saksona, socjologa specjalizującego się w badaniach mniejszości etnicznych termin autochton określa także mieszkańca pogranicza polsko-niemieckiego, byłego obywatela III Rzeszy, deklarującego polskie pochodzenie. Termin ten bywał niezrozumiały dla osób nim określanych, bywał też stygmatyzujący. Polskojęzyczni mieszkańcy dawnych Prus Wschodnich pochodzili głównie z Mazowsza, z Kurpiów. W ścisłym tego słowa znaczeniu autochtonami nie byli. Pomimo tego, ze względów propagandowych termin ten od 1945 był narzucany przez władze PRL. Za rdzennych (autochtonicznych) mieszkańców tych terenów uznać należałoby Prusów.